# Torschok
Torschok (russisch Торжо́к) ist eine Stadt mit 47.644 Einwohnern (Stand 14. Oktober 2010) in der Oblast Twer in Russland. Sie liegt rund 260 km nordwestlich von Moskau und 60 km westlich von Twer am Wolga-Zufluss Twerza.

## Geschichte
Torschok ist unter den Orten der Oblast Twer einer der ältesten. Es wurde 1139 erstmals schriftlich erwähnt und ist somit mindestens acht Jahre älter als Moskau. Zu jener Zeit war Torschok unter der Herrschaft des Susdaler Großfürsten und Moskau-Gründers Juri Dolgoruki. Der Name der Stadt könnte aus ihrer frühen Bedeutung für den Handel (russisch und altslawisch torg) hervorgegangen sein.

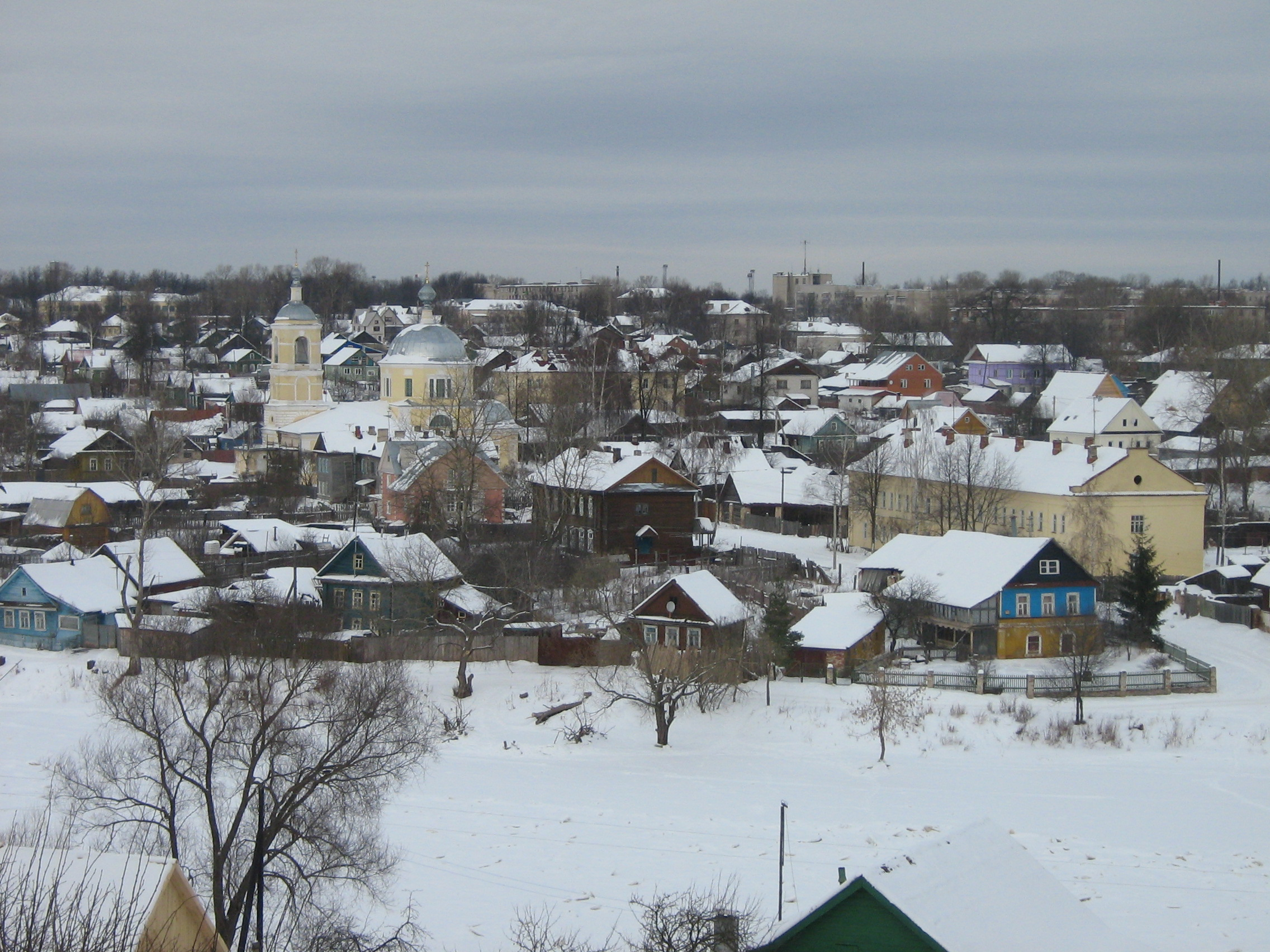
Blick auf die Altstadt von Torschok im Winter

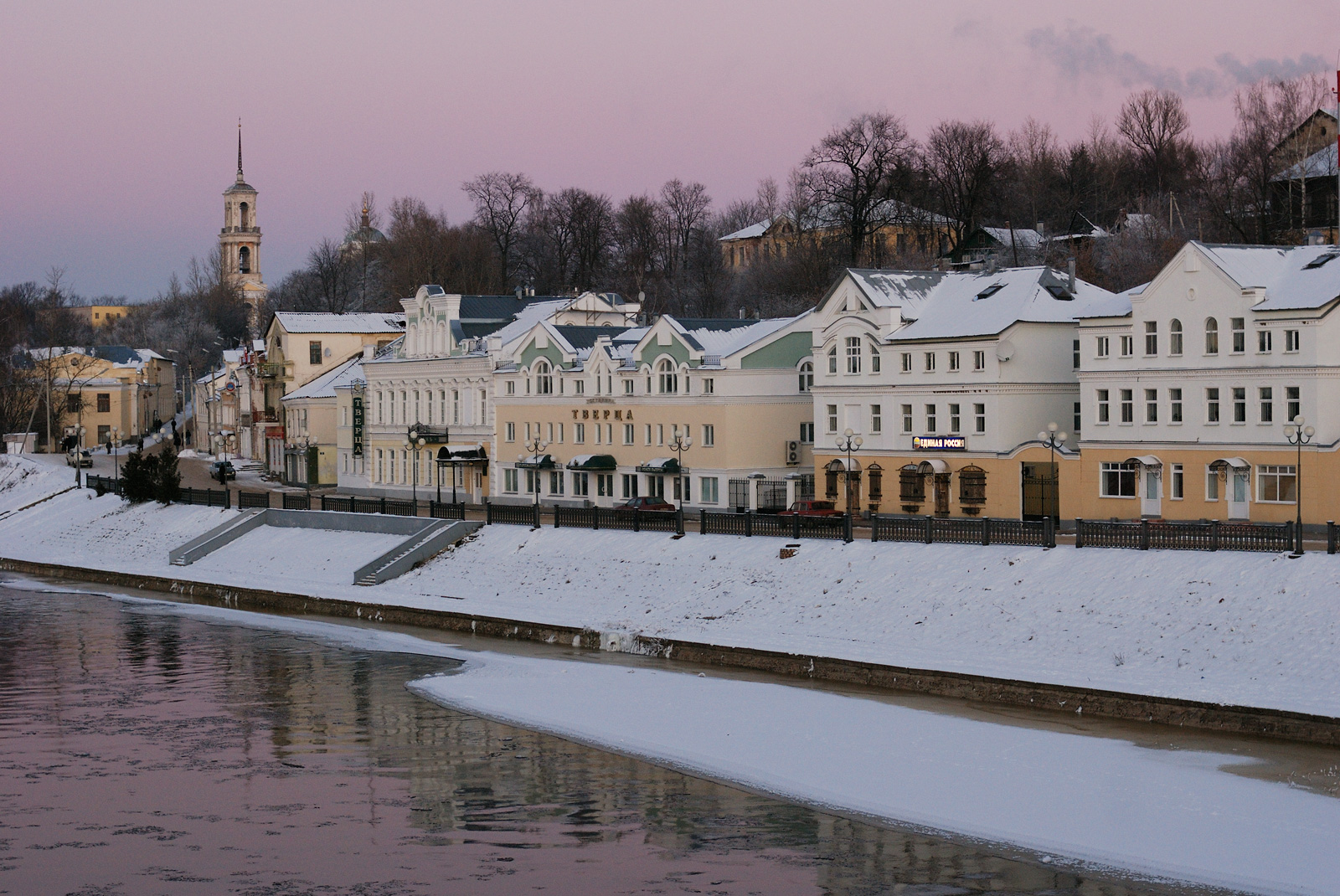
Twerza-Uferpromenade

Im 13. Jahrhundert war Torschok eine Grenzstadt der Republik Nowgorod und diente als militärischer Stützpunkt. 1238 wurde es von den Tataren auf ihrem Weg nach Nowgorod verwüstet, und auch in den nächsten Jahrhunderten war der Ort häufiges Angriffsziel. Bei einem Angriff durch Truppen des Fürsten Michail Alexandrowitsch von Twer wurden der Nowgoroder Alexander Abakumowitsch und drei weitere bedeutende Nowgoroder getötet. 1478 kam es zusammen mit den Nowgoroder Territorien an das Großfürstentum Moskau und entwickelte sich seitdem als Handelsort mit einer Schiffsanlegestelle auf dem Wasserweg zwischen Nowgorod und Moskau. Auch das Handwerk gewann in Torschok seit dem 15. Jahrhundert an Bedeutung.
Eine Schlüsselrolle für die wirtschaftliche Bedeutung der Stadt spielte Anfang des 18. Jahrhunderts die Gründung der neuen Hauptstadt Sankt Petersburg und die Verlegung einer Straße zwischen ihr und Moskau, an der Torschok lag. 1775 erhielt Torschok den Stadtstatus, sechs Jahre später wurde für die Stadtentwicklung ein Generalplan erarbeitet. In den darauffolgenden Jahrzehnten wurde Torschok verstärkt klassizistisch bebaut, was bis heute an der Altstadt deutlich zu erkennen ist. Da Torschok die beiden Weltkriege weitgehend unbeschadet überstanden hat, weist es bis heute einen für russische Verhältnisse sehr dichten Bestand an historischen, denkmalgeschützten Bauwerken auf.
In der Stadt befand sich das Kriegsgefangenenhospital 2501 für schwer Erkrankte. Es war den beiden Kriegsgefangenenlagern 41, Ostaschkow, und 384, Kalinin, für deutsche Kriegsgefangene des Zweiten Weltkriegs zugeordnet. In der Umgebung von Torschok wurden viele Massengräber angelegt. Man schätzt, dass dort während und nach dem Krieg etwa 50.000 Kriegsgefangene beerdigt worden sind.

### Bevölkerungsentwicklung
| Jahr | Einwohner |
| ---- | --------- |
| 1897 | 12.698    |
| 1939 | 29.309    |
| 1959 | 34.921    |
| 1970 | 45.443    |
| 1979 | 47.214    |
| 1989 | 49.982    |
| 2002 | 48.967    |
| 2010 | 47.644    |

Anmerkung: Volkszählungsdaten

## Sehenswürdigkeiten

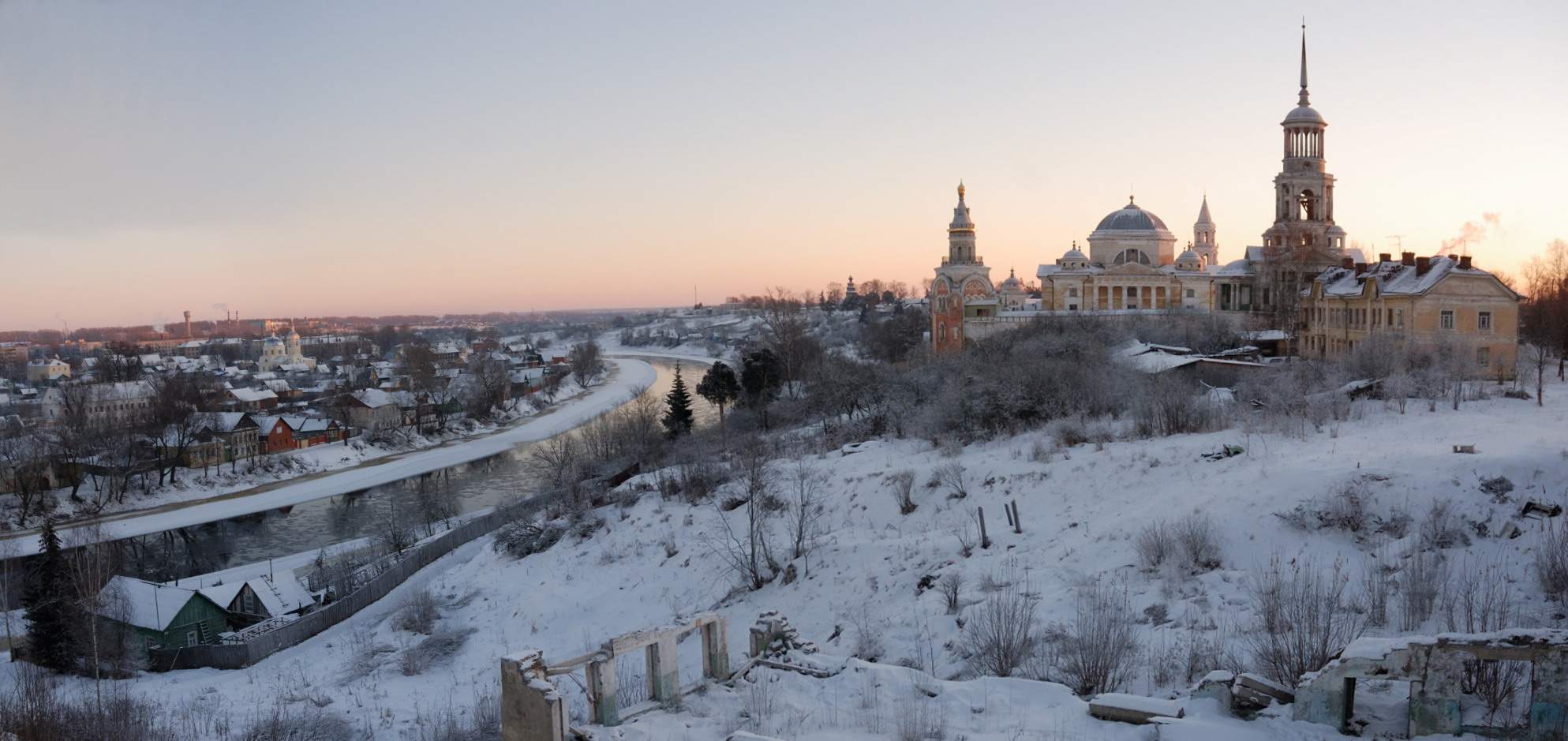
Stadt und Kloster

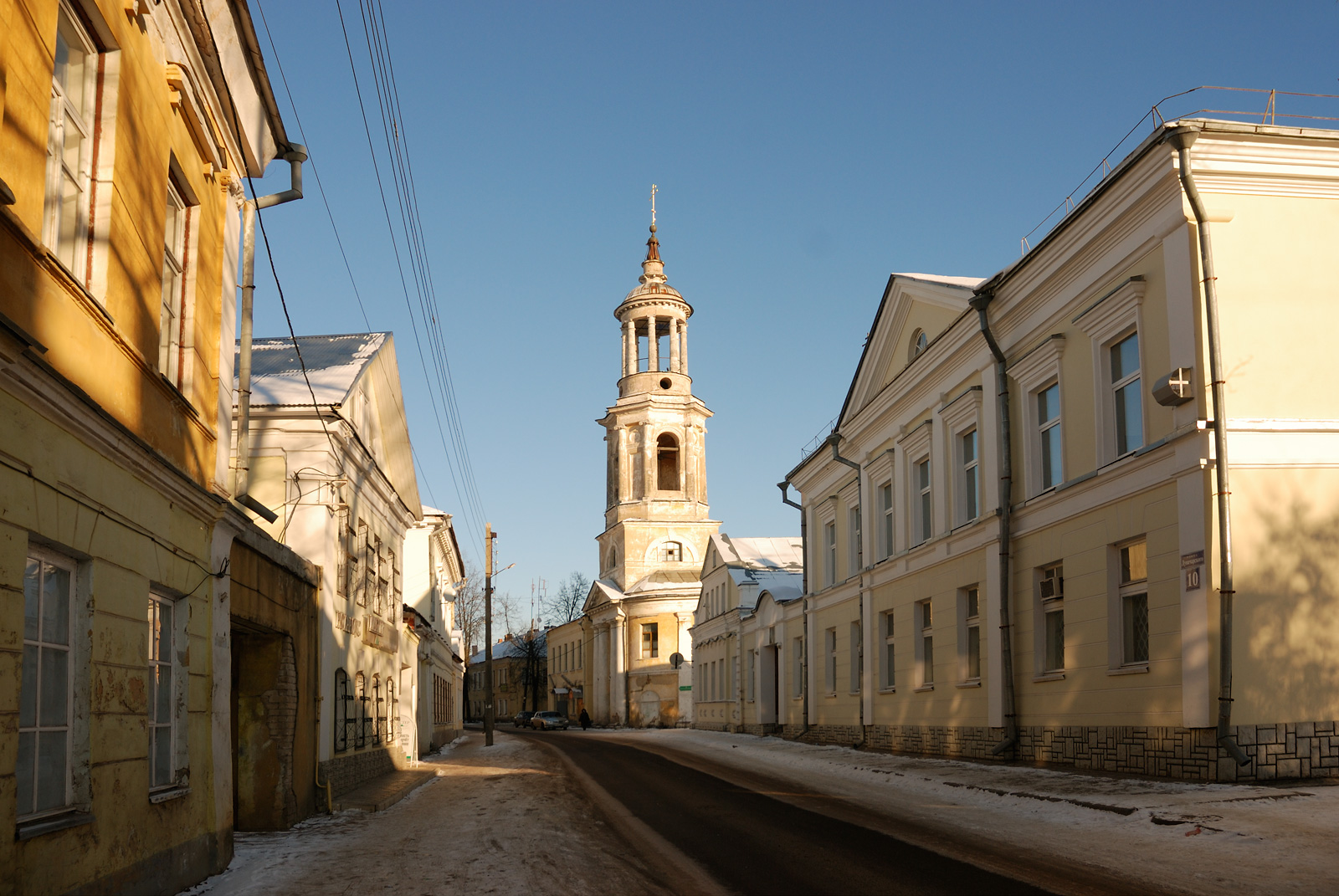
Glockenturm

Torschok gilt heute als Denkmal der russischen Stadtbaukunst. Die Vielfalt an historischen Bauwerken der Stadt reicht von altrussischen Kirchen und Klöstern bis zu klassizistischen Wohn- und Herrenhäusern:
- Christi-Himmelfahrtskirche aus Holz (1653)
- Boris-und-Gleb-Kloster (gegründet 1038)
  - Kirche zu Mariä Tempelgang (Anfang 1670er Jahre)
  - Katholikon der Heiligen Boris und Gleb (1785–1796)
  - Glockenturm (1804)
- Stadtkirche zu Christi Verklärung (1815–1822)
- Auferstehungskloster (16. Jahrhundert)
- Klassizistische Häuser
  - Residenz der Zarin Katharina der Großen (1770er-Jahre)
  - Stadtverwaltungsgebäude
  - Handelsreihen
  - ehemalige Kaufmannshäuser

## Wirtschaft und Infrastruktur
Neben seinem Denkmalcharakter gilt Torschok heute mit gut 20 Betrieben auch als Industriestadt. Zu den lokalen Betrieben zählen eine Waggonfabrik (die auch die Russische Eisenbahn beliefert), Textil-, Schuh-, Holz- und Nahrungsmittelfabriken. Im Umland wird vor allem Lein angebaut.
Torschok liegt an der Fernstraße M10, die Moskau mit Sankt Petersburg verbindet, und hat einen Bahnhof an mehreren Nebenstrecken, von denen eine von der Bahnstrecke Sankt Petersburg–Moskau abzweigt.

## Partnerstädte
Melle in Niedersachsen ist seit 1994 Partnerstadt von Torschok.

## Söhne und Töchter der Stadt

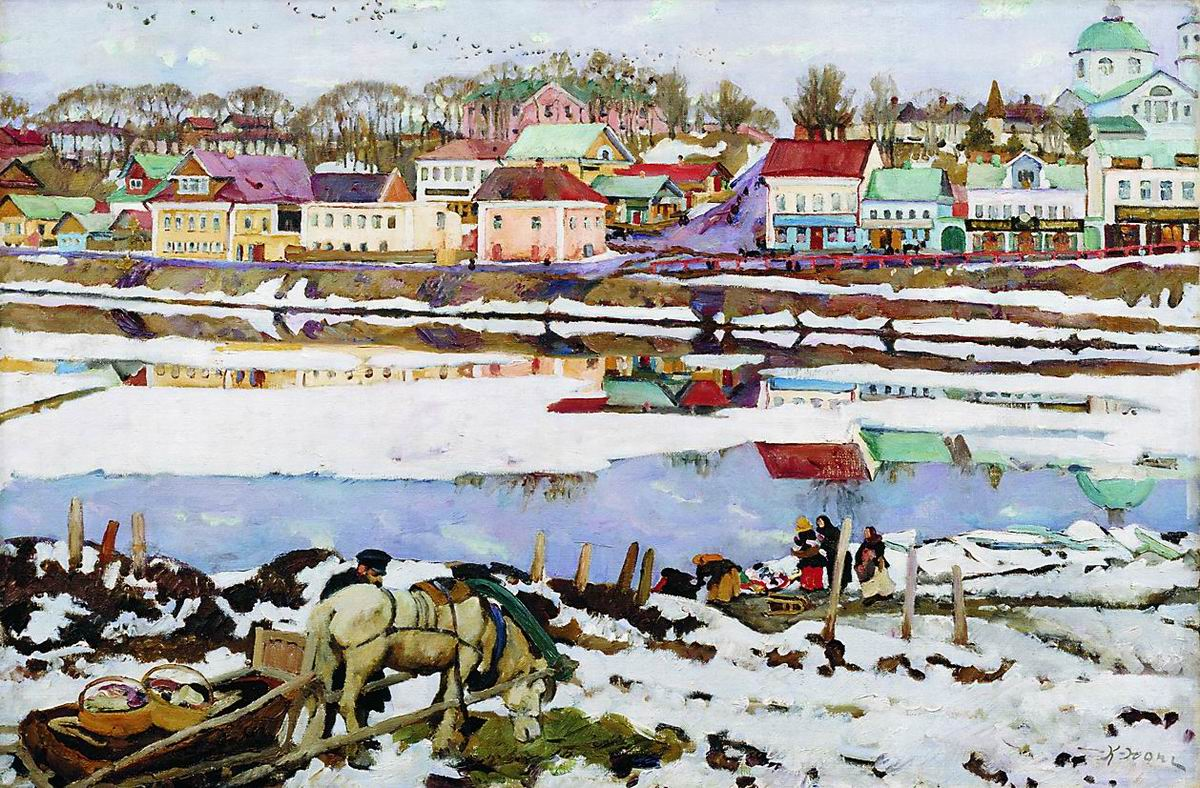
Torschok (1914, Konstantin Juon)

- Tryphon von Petschenga (1495–1583), Gründer des Klosters Petschenga
- Alexander Woskressenski (1809–1880), Chemiker
- Alexej von Jawlensky (1865–1941), Maler
- Gennadi Golusin (1906–1952), Mathematiker
- Juri Chochlow (1922–2010), Musikwissenschaftler
- Alexander Semjonow (1922–1984), Maler